# Professor Green
Stephen Paul Manderson (Hackney, Londres, 27 de Novembro de 1983), mais conhecido pelo seu nome artístico Professor Green  é um rapper britânico de grime, hip-hop e música electrónica.